# 菲耶爾河
菲耶爾河（法語：Fier，法語發音：[fjɛʁ] ⓘ，传统发音为[fje]）是法國河流，位於該國東南部，屬於罗讷河的左支流，河道全長71.9公里，流域面積1,380平方公里，平均流量每秒41.2立方米，發源自馬尼戈，河口處在塞塞勒。

## 外部連結
- http://www.geoportail.fr （页面存档备份，存于）
- Sandre数据库中的菲耶爾河